# Anselme Jourdain
Pour les articles homonymes, voir Jourdain (homonymie).
Anselme Louis Bernard Bréchillet dit Jourdain, né le 26 décembre 1734 à Paris où il est mort le 7 janvier 1816, est un chirurgien dentiste français. Il est le père de l'orientaliste Amable Jourdain.

## Biographie
Jourdain compte parmi les Français qui se sont les plus distingués dans l’étude et l’exercice de la dentisterie. Il a longtemps coopéré à la rédaction du journal de médecine et n’a pas été étranger à l’Histoire de l’anatomie de Portal.
Jourdain, qui ne s’était pas limité exclusivement dans l’étude de la dentisterie, avait cultivé avec soin toutes les parties de la médecine, et il n’était pas dépourvu d’érudition. Il a même fourni quelques articles à l'Année littéraire, de Fréron.

## Publications
- Nouveaux élémens d’odontalgie, Paris, 1756, in-12.
- Traité des dépôts dans le sinus maxillaire, des fractures et des caries de l’une et de l’autre mâchoire ; suivi de réflexions et d’observations sur toutes les opérations de l’art du dentiste, Paris, 1760, in-12.
- Essai sur la formation des dents, comparée avec celle des os ; suivi de plusieurs expériences, tant sur les os que sur les parties qui entrent dans leur constitution, Paris, 1766, in-12.
- Le Médecin des dames, ou l’art de les conserver en santé, avec Goulin, Paris, 1771, in-12.
- Le Médecin des hommes, depuis la puberté jusqu’à l’extrême vieillesse, avec Goulin, Paris, 1772, in-8°.
- Préceptes de santé, ou introduction au dictionnaire de santé, contestant les moyens de corriger les vices de son tempérament, et de le fortifier par le seul secours du régime et de l’exercice, ou l’art de conserver sa santé et de prévenir les maladies, Paris , 1772, in-8°.Cet ouvrage est anonyme.
- Traité des maladies et des opérations réellement chirurgicales de la bouche et des parties qui y correspondent ; suivi de notes, d’observations intéressantes, tant anciennes que modernes, Paris, 1778, 2 vol. in-8°.

## Sources
- Jean-Eugène Dezeimeris, Dictionnaire historique de la médecine ancienne et moderne, ou Précis de l'histoire générale, technologique et littéraire de la médecine, Bruxelles, Béchet jeune, 1836, p. 286-7.